# 曼德拉赫湖
48°33′09″N 11°03′59″E / 48.552606°N 11.066343°E

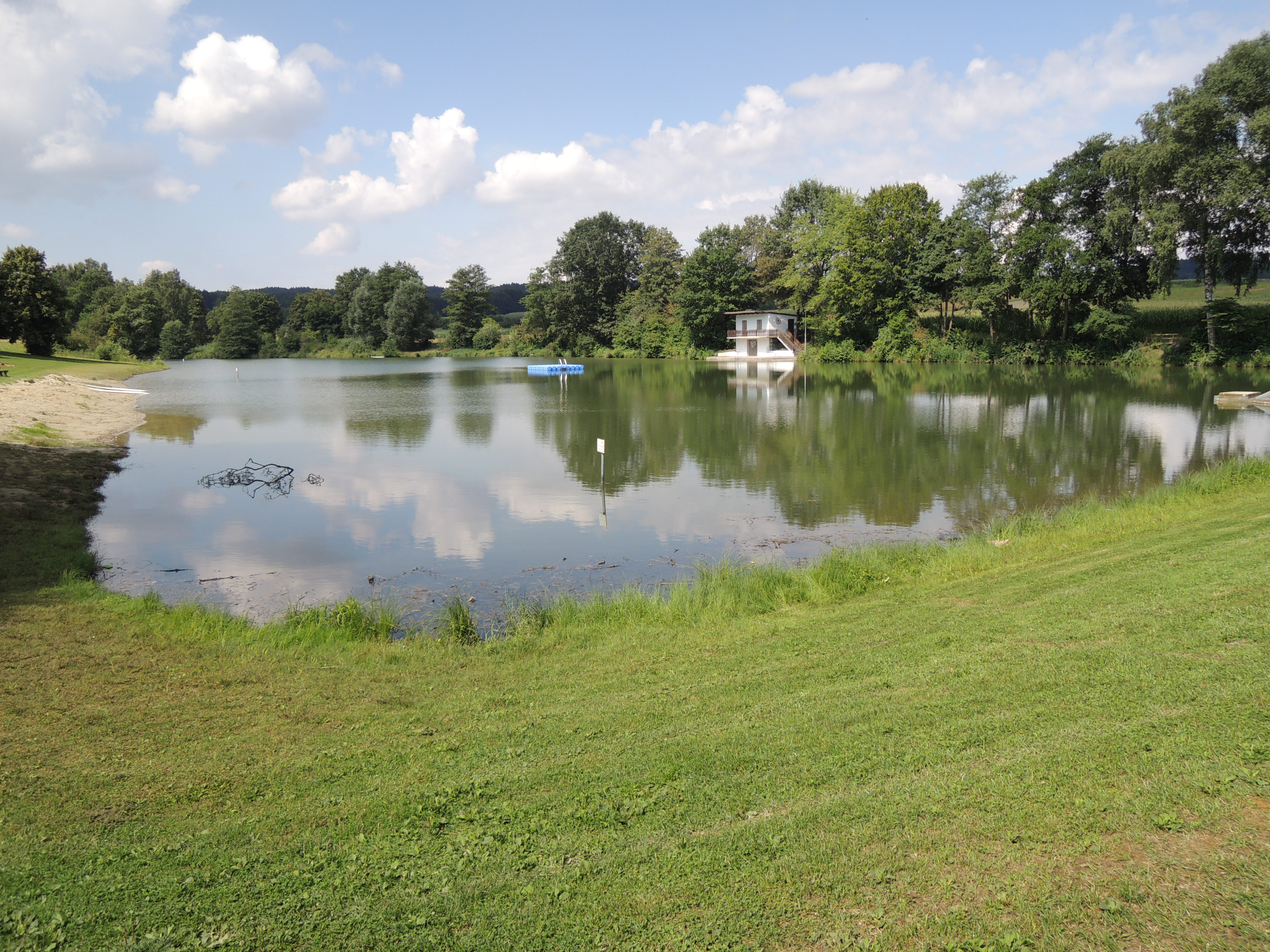

曼德拉赫湖（德語：Mandlachsee）是德國巴伐利亞州艾夏赫-弗里德贝格县的湖泊，位於該國東南部，長0.3公里、寬0.1公里，面積0.01平方公里。